# José Tomás Nabuco de Araújo
José Tomás Nabuco de Araújo (Freguesia de São Pedro Velho, Salvador, Bahia, 2 de julho de 1785 – Rio de Janeiro, 18 de março de 1850) foi um magistrado e político brasileiro.
Foi deputado geral, presidente de província, ministro da Justiça (ver gabinetes Paraná, Caxias de 1856 e Gabinete Abaeté) e senador do Império do Brasil de 1837 a 1850.
Filho de Manoel Fernandes Nabuco Filho (Salvador, 1765 - Salvador, 1834) e de Marianna Josefa Joaquina de Sá e Araújo (Salvador, 1764 - Salvador, 1827), sobrinho do 1.º barão de Itapuã, pai do também senador José Tomás Nabuco de Araújo Filho e avô do historiador, diplomata e político abolicionista Joaquim Nabuco.